# Culture d'Hilversum
Subdivisions
« HVS-1 » (Hilversum)
« HVS-2 » (Drakensteyn)
« HVS-3 » (Laren)
Objets typiques
Épées, poignards et pointes de flèche en bronze ; urnes biconiques et céramiques à panse large et à décors barbelés,,
La culture d'Hilversum est une culture archéologique de l'Âge du bronze ancien et moyen. Cette culture s'est développée dans le sud des Pays-Bas, en Belgique, et jusque dans la région des Hauts-de-France,. Elle est datée entre 1 870 et 1 050 ans av. J.-C.,,. Elle est associée à la culture du Wessex dans le Sud de l'Angleterre durant la même période.

## Extension géographique
La culture d'Hilversum s'est développée dans le sud des Pays-Bas, en Belgique, et jusque dans la région des Hauts-de-France,.
L'aire de la culture d'Hilversum a été précédemment occupée par la culture campaniforme (2 900 - 1 900 av. J.-C.). Certains chercheurs, tels que James Patrick Mallory et Douglas Q. Adams, estiment que cette région aurait été le territoire d'origine de la culture campaniforme. La culture d'Hilversum est probablement l'héritière de cette dernière, ou mieux de la régionalisation hollandaise du faciès campaniforme appelé culture campaniforme à barbelures (2 100 - 1 800 av. J.-C.)

## Subdivisions chronologiques

### Chronologie relative
La culture d'Hilversum est divisée en trois périodes :
- La période dite « HVS-1 », ou phase de la céramique d'Hilversum ;
- La période dite « HVS-2 », ou phase de la céramique de Drakenstein ;
- La période dite « HVS-3 », ou phase de la céramique de Laren[7],[13],[14].

Ce séquencement a été établi par l'archéologue néerlandais Willem Glasbergen dans les années 1950. Cette chronologie a été ultérieurement complétée par la dénomination HVS-1 / HVS-2 / HVS-3 par T. Anscher en 1990.
La première période est elle-même subdivisée en trois époques :
- « HVS-1A » ;
- « HVS-1B » ;
- « HVS-1C »[7].

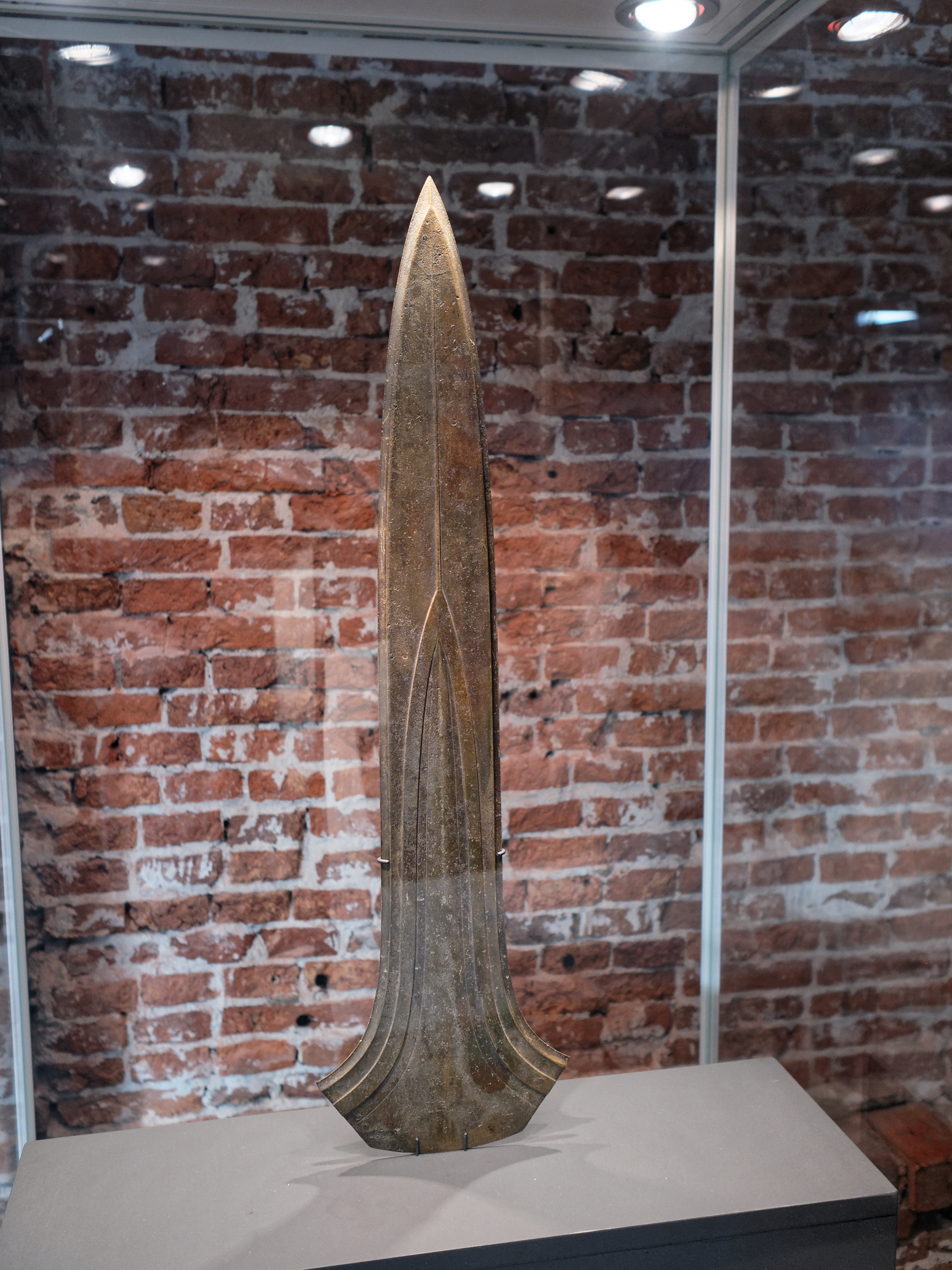
Lame d'épée en bronze trouvée au hameau d'Ommerschans

Plus récemment, la culture d'Hilversum a fait l'objet d'une subdivision concurrente en deux périodes : la première période dite « Hilversum ancien », qui s'étend entre environ 1 800 et 1 600 ans av. J.-C., et la seconde période dite « Hilversum récent », qui est comprise entre 1 600 et 1 050 ans av. J.-C..

### Datation absolue
La technique de datation par le 14C a permis de préciser l'âge absolu de la culture d'Hilversum. Celui-ci s'étend entre 1 870 et 1 050 ans av. J.-C.,.
Cette même technique de datation a également permis d'établir une chronologie absolue des différentes phases de la culture d'Hilversum.

## Caractéristiques

### Artefacts en bronze
La culture d'Hilversum comporte des artefacts confectionnés en bronze, dont des épées de type Plougrescant-Ommerschans,,.

### Céramiques

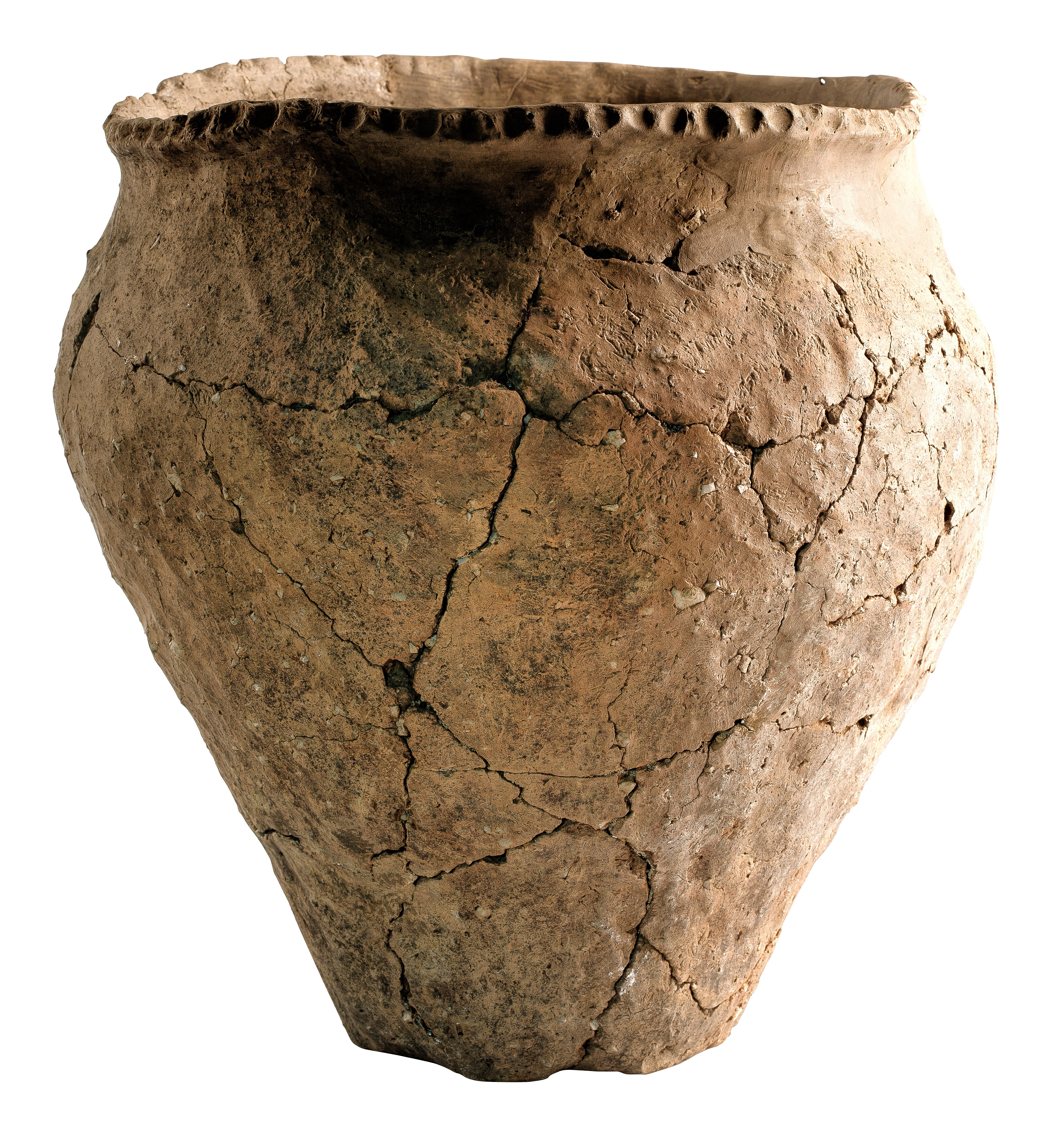
Urne de la tradition Hilversum-Drakenstein, ong. 1000 av. J.-C., Neerharen-Rekem (B) Musée gallo-romain, Tongres (Belgique)

Le faciès céramique d'Hilversum est caractérisé par des vases à large panse et à motifs poinçonnés puis barbelés. L'ensemble céramologique d'Hilversum se distingue également par des urnes de forme biconique,,.
Les céramiques de la culture d'Hilversum, initialement proches, de par leurs décors, de celles de la culture campaniforme, sont marquées, dans la seconde phase (celle de Drakenstein), par une disparition des motifs poinçonnés.

## Sites archéologiques
Les sites fouillés et ayant livré des vestiges appartenant à la culture d'Hilversum comprennent notamment les tumulus du hameau de Toterfout, situés dans la commune de Veldhoven ; les tumulus du hameau de Grenzweg, sur la commune de Swalmen, dans la province néerlandaise du Limbourg, ; le lieu-dit d'Ommerschans, localisé dans la commune de Jutphaas (province d'Utrecht) ; la Zwarte Berg, à Hoogeloon, dans le Brabant-Septentrional, ; les tumulus du site de Monarkengraf et ringwalheuvel, localisés sur la commune de Louvain, dans le Brabant flamand ; et le tumulus de Gendersteyn, dont l'emplacement se trouve au sein de la ville d'Eersel (Brabant-du-Nord),,.
D'autres gisements ont livré des vestiges caractéristiques de la culture d'Hilversum, tels qu'à Braine-le-Comte, dans la province belge du Hainaut ; à Meerlo, dans le Limbourg ; à Alphen-sur-le-Rhin, en Hollande-Méridionale ; à Knegsel, dans le Brabant-Septentrional ; à Haps ; à Bergem, localité située sur la commune luxembourgeoise de Mondercange, dans le canton d'Esch-sur-Alzette ; à Hamont, dans la province belge du Limbourg ; à Bergeijk ; à Schaijk, localité située dans la commune néerlandaise de Landerd ; ou encore à Baexem, village faisant partie de la commune de Leudal.
Les tumulus du site du Toterfout ont été découverts puis fouillés en 1954-1955 par Willem Glasbergen,,.

Principaux sites fouillés
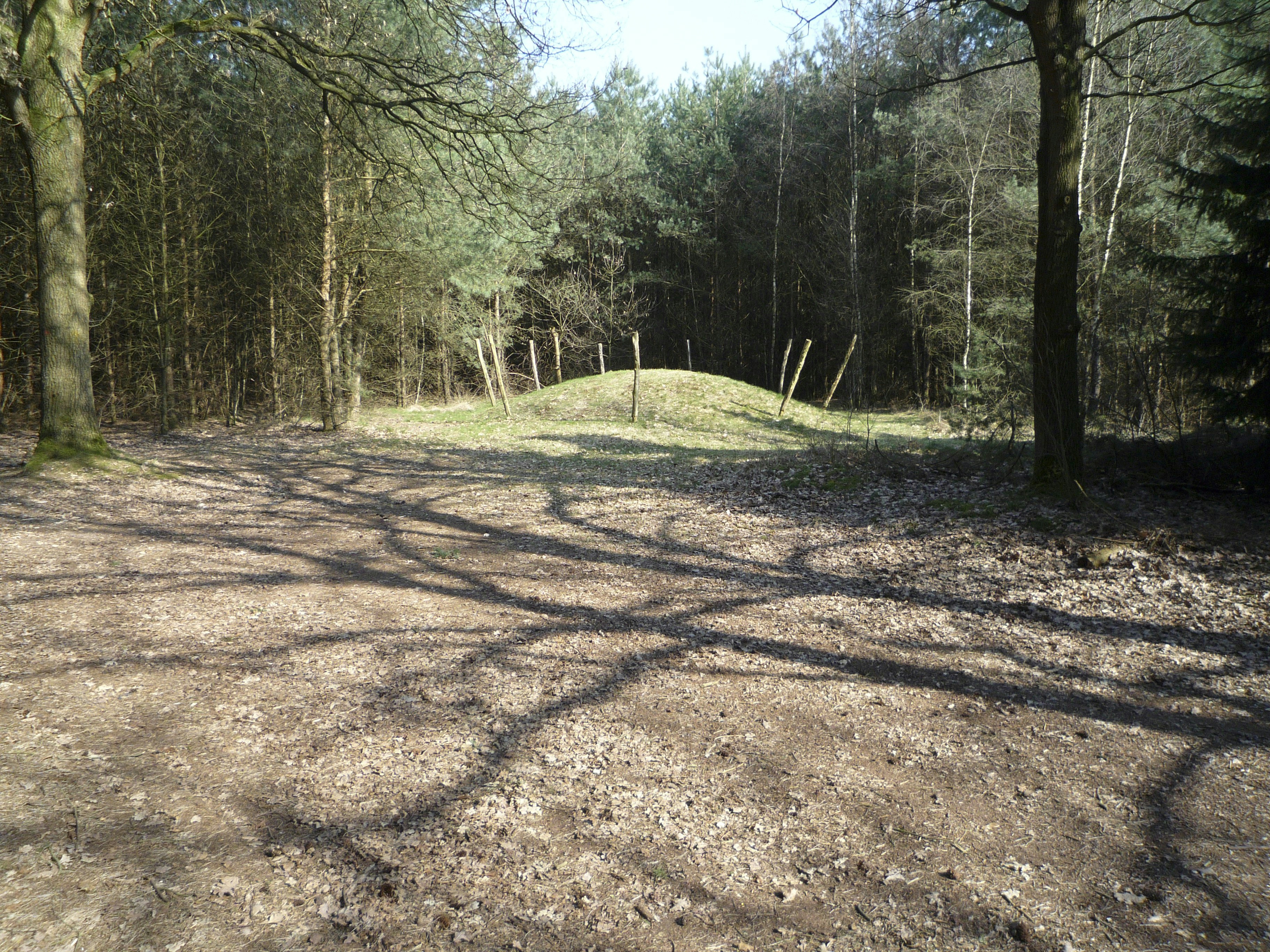
Tumulus au hameau de Vessemsedijk (commune de Veldhoven.
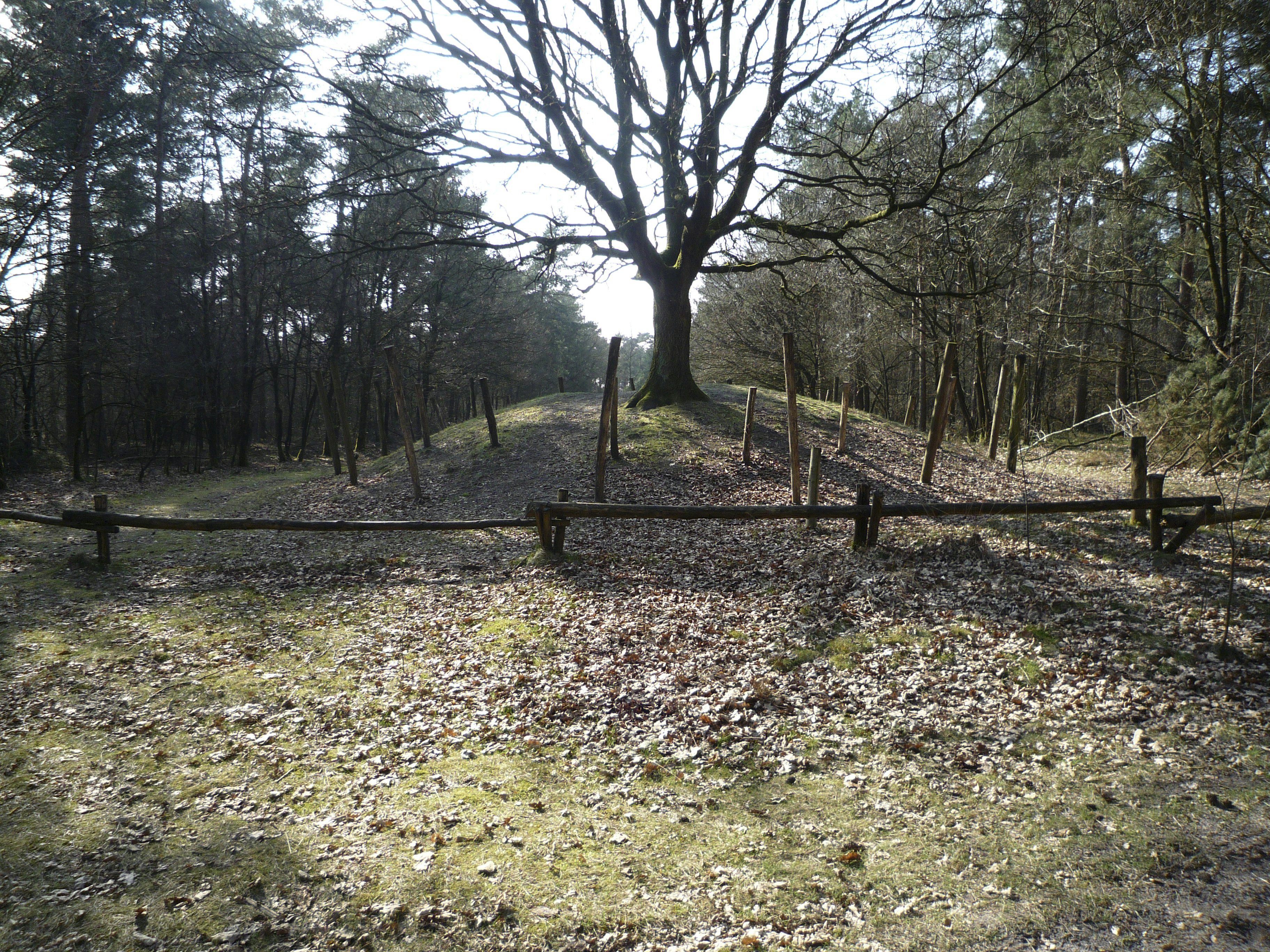
Tumulus mis en évidence au hameau de Vessemsedijk.
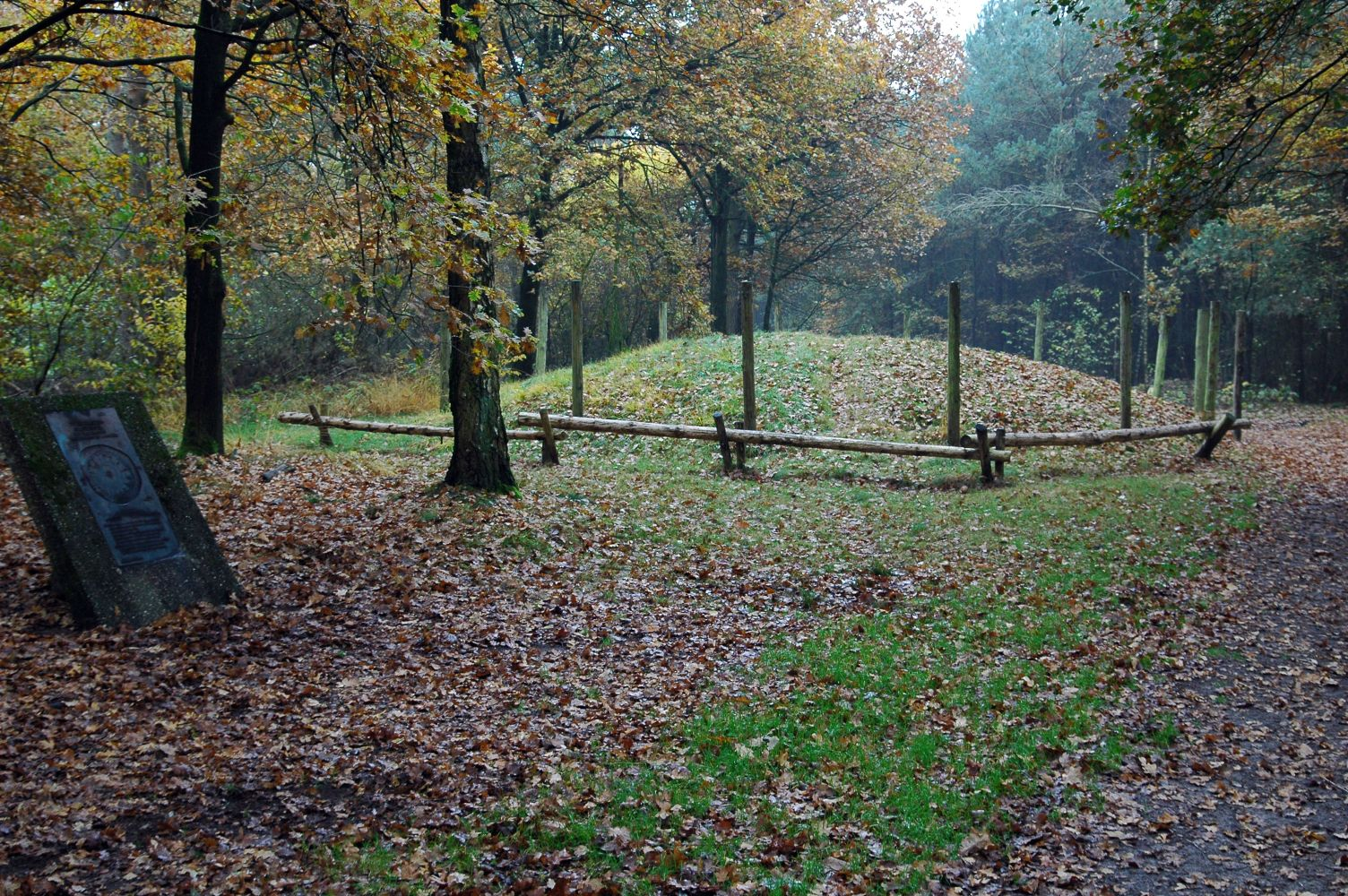
Tumulus mis au jour au hameau de Toterfout.
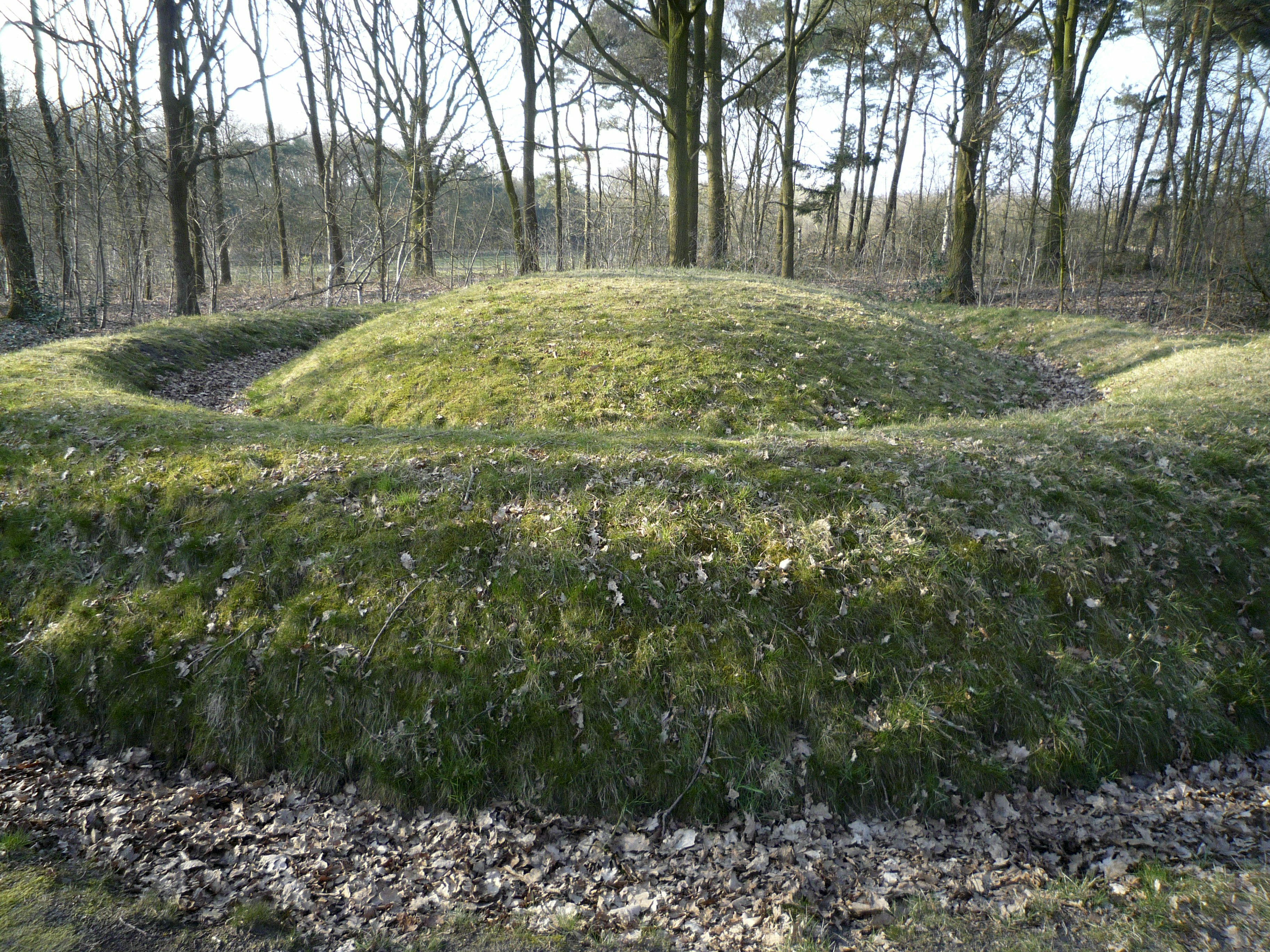
Tumulus mis en évidence au hameau de Toterfout.
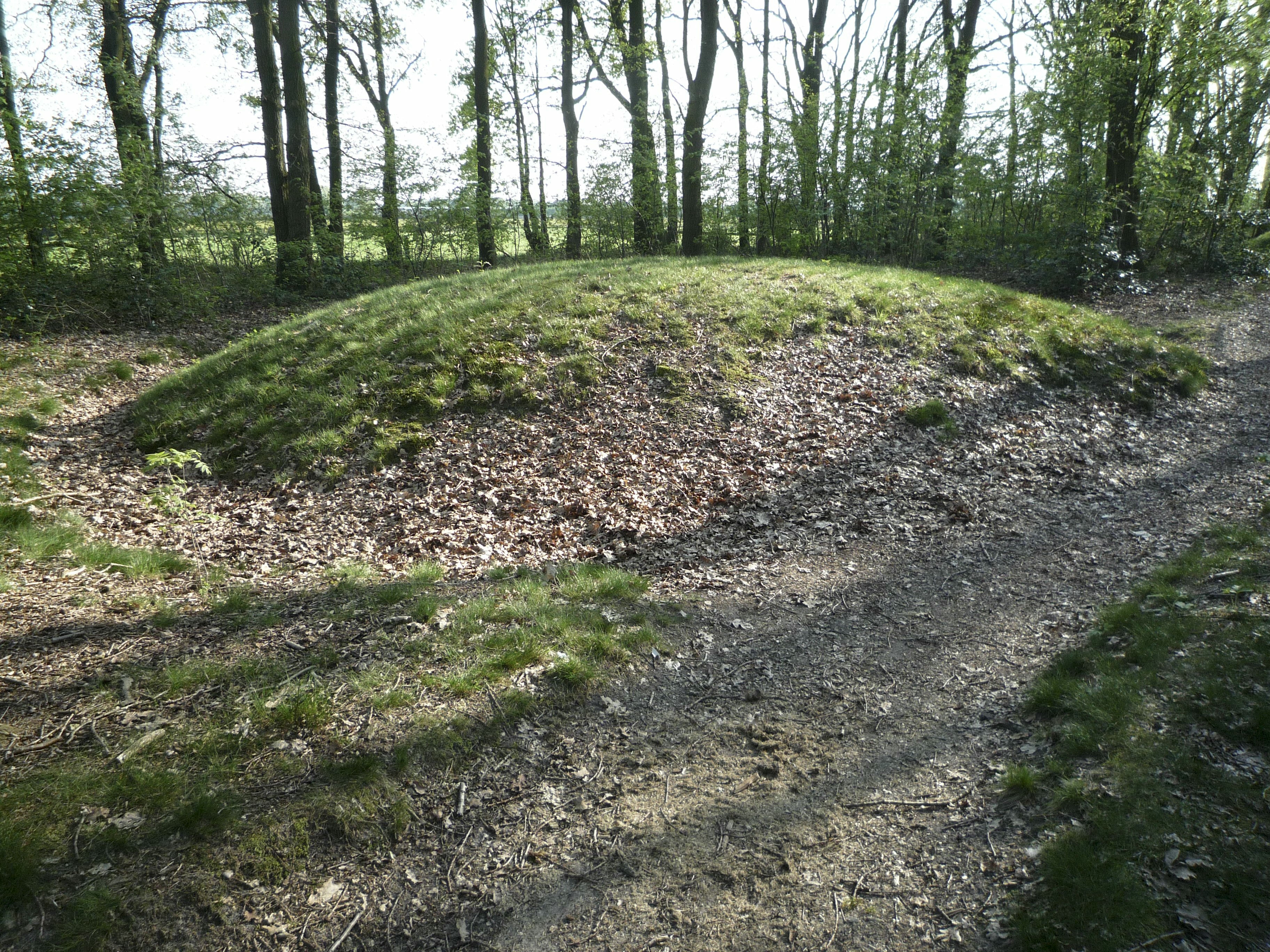
Tumulus numéro 1a au hameau de Toterfout.
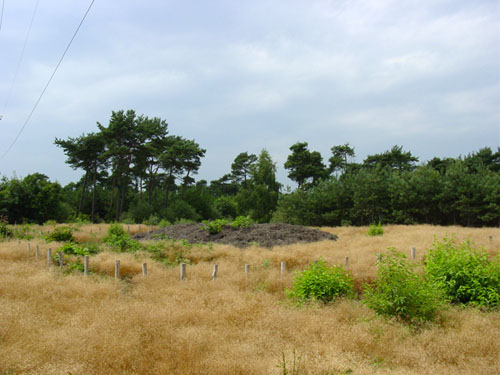
Tumulus de Genderstein.
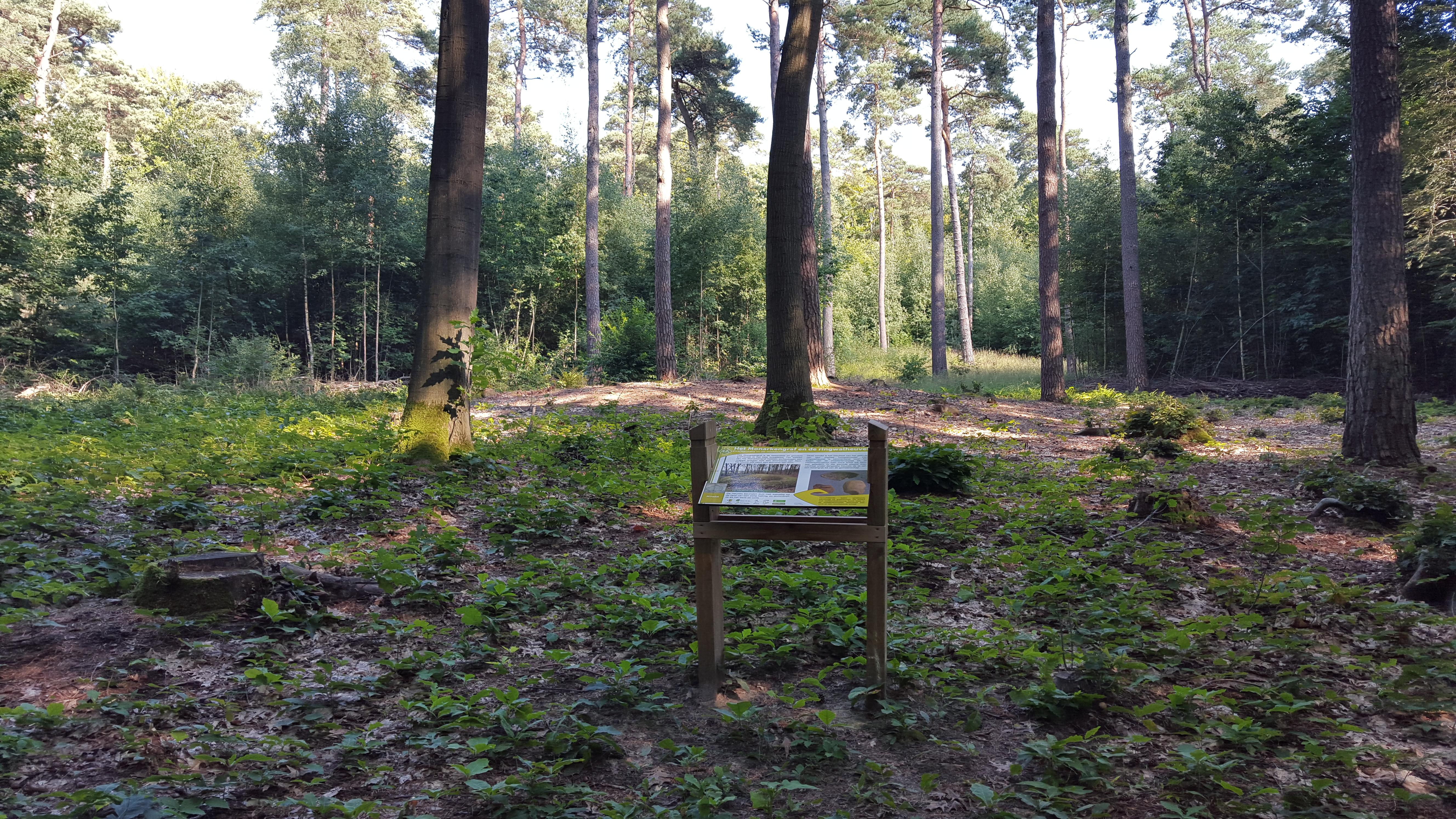
Site archéologique de Monarkengraf (commune de Vaalbeek).
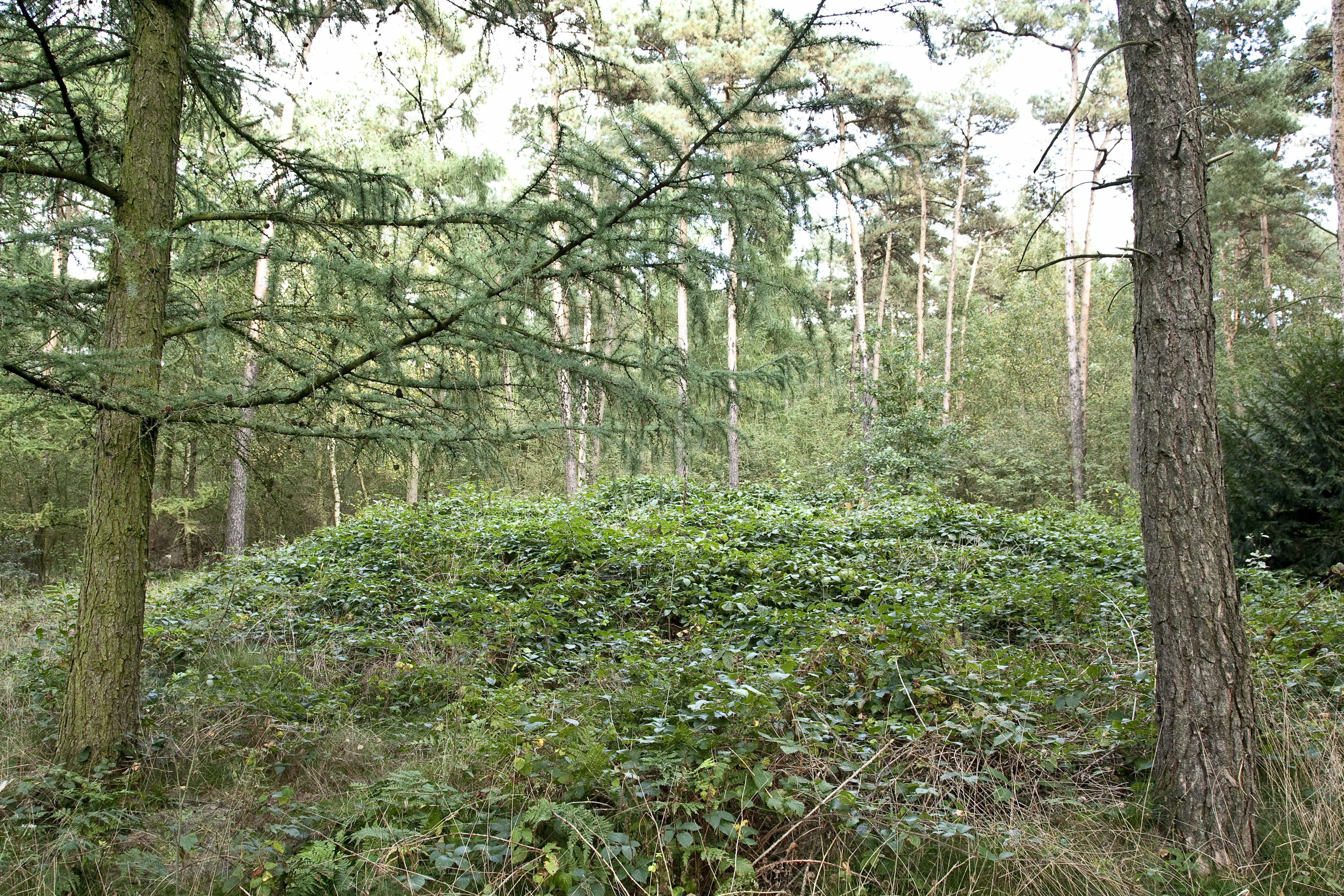
Tumulus hameau de Grensweg, commune de Swalmen.
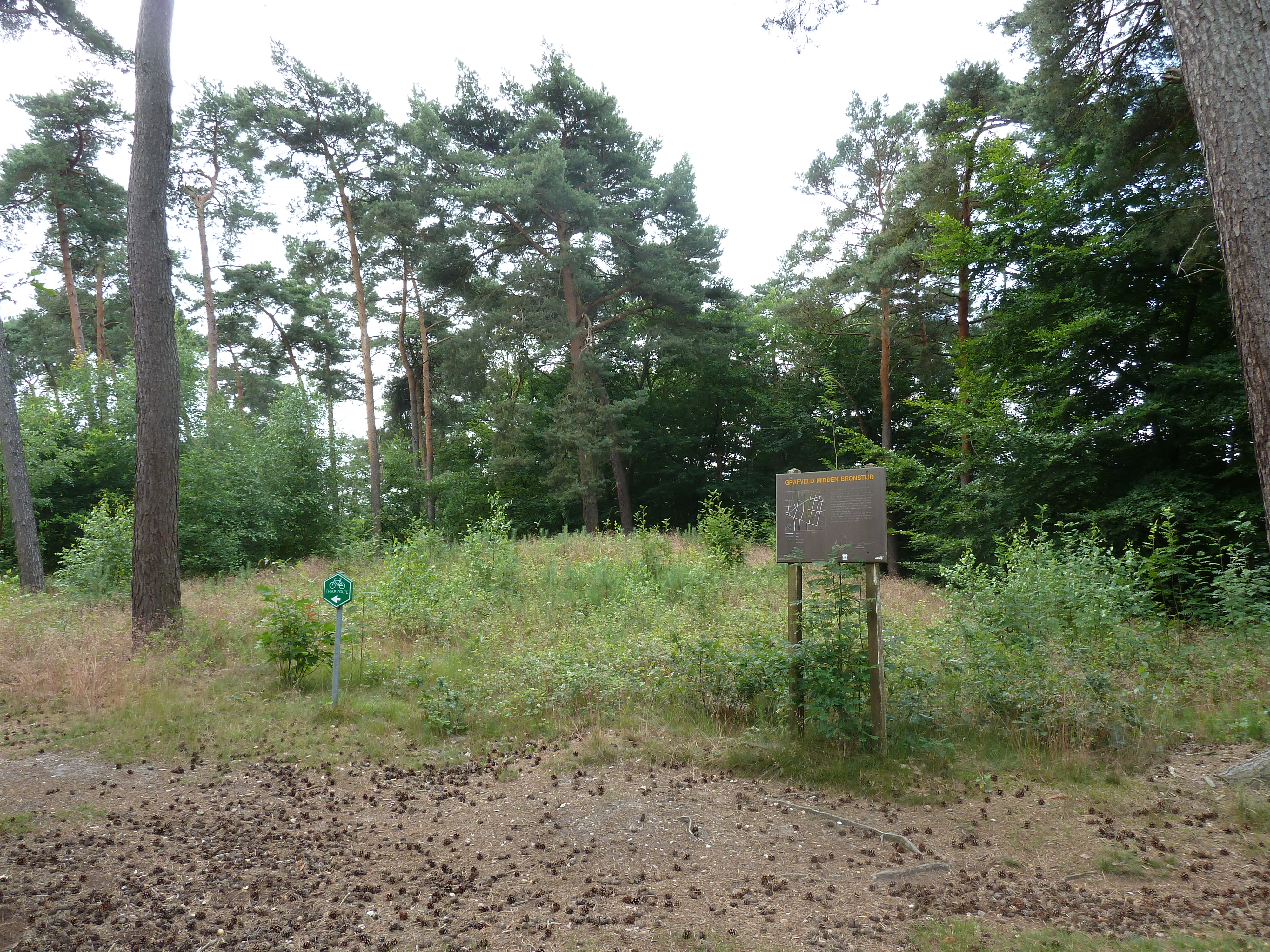
Id.
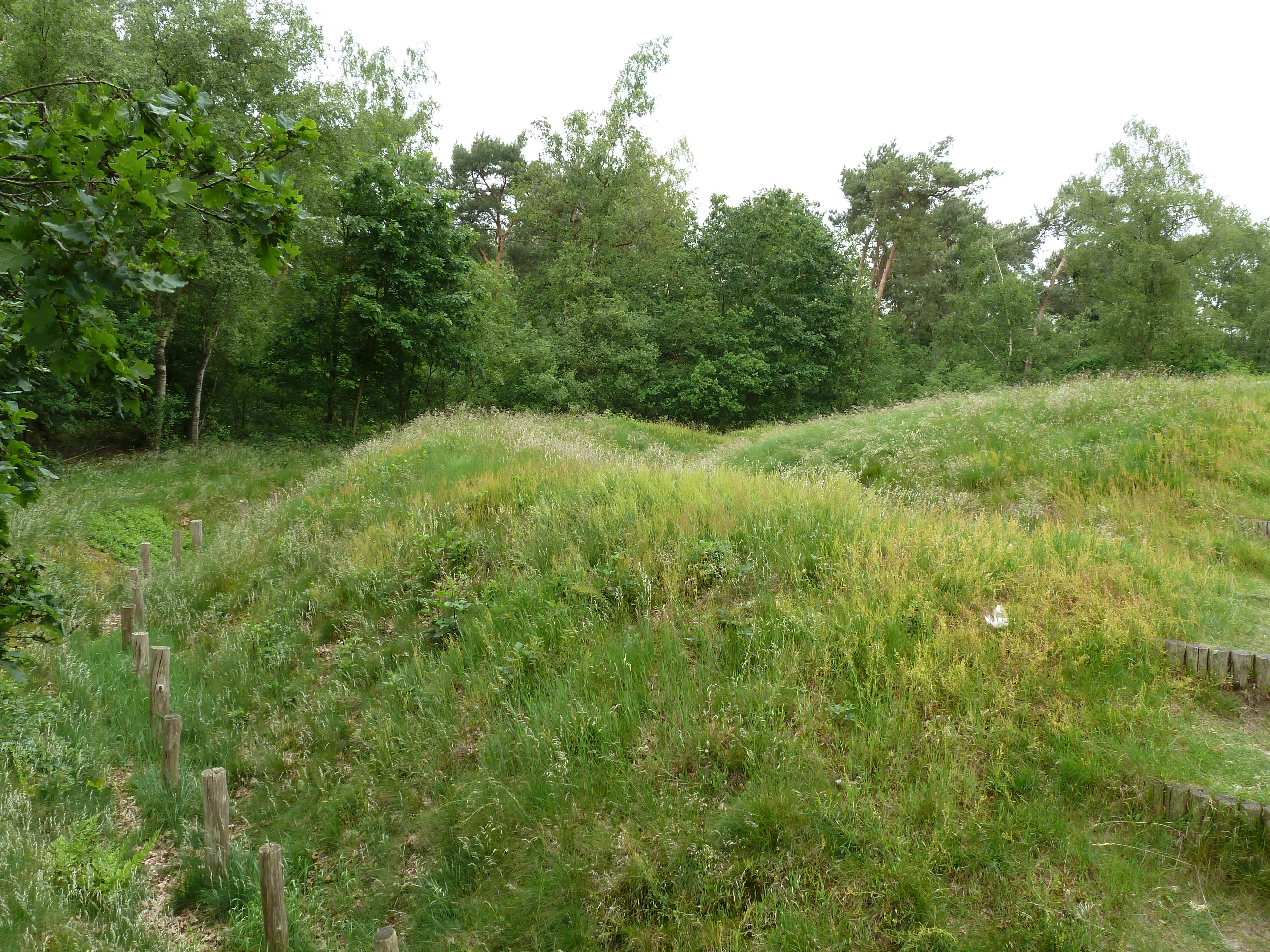
Tumulus mis au jour sur le site de Zwarte Berg (commune d'Hoogeloon).
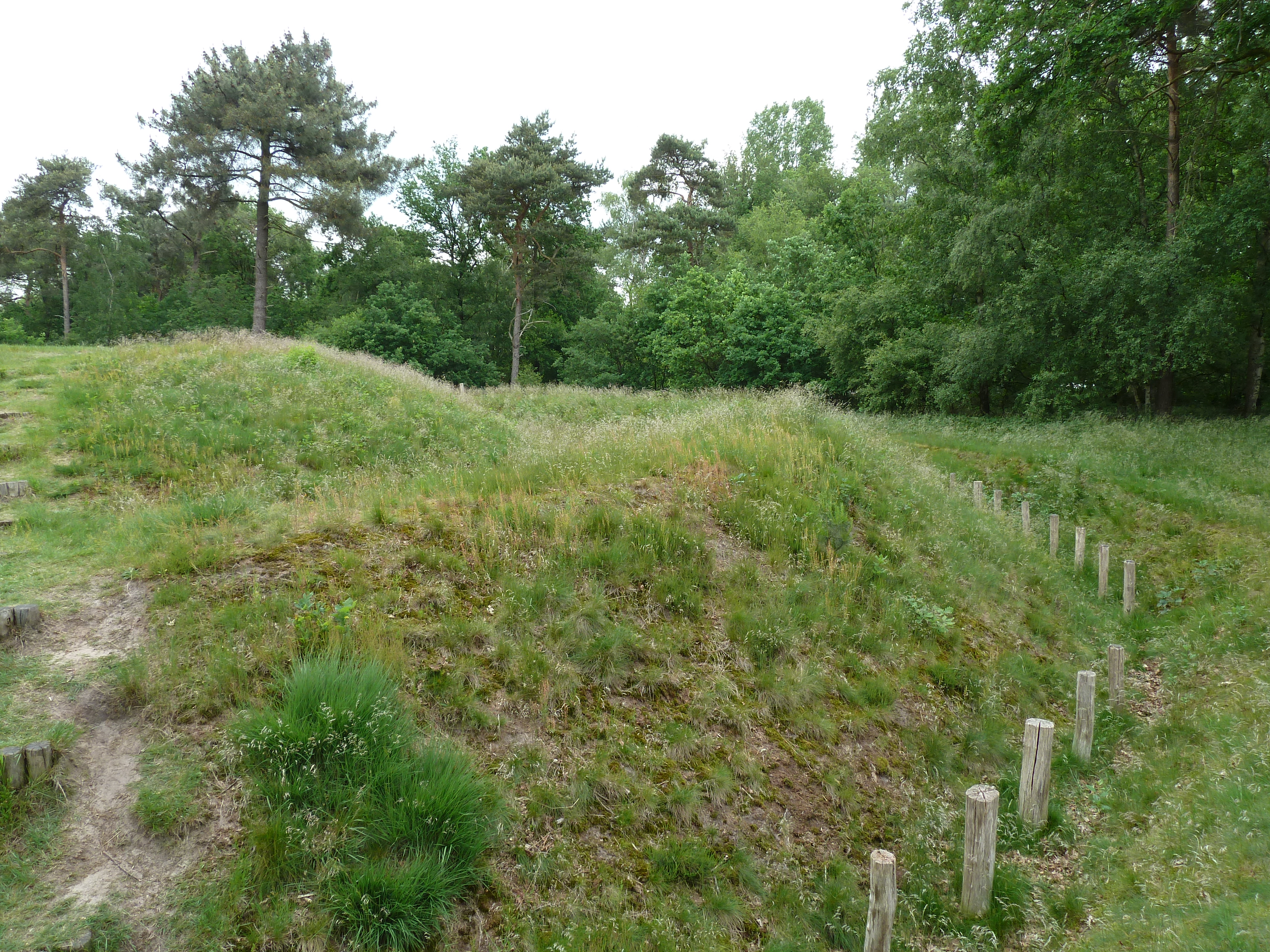
Id.